# Белый слон (идиома)
Белый слон (англ. white elephant) — английская идиома. Означает некое дорогостоящее имущество, которое хозяин вынужден содержать, но взамен не получает от него никакой пользы. В современном значении это может быть строительный проект, венчурный бизнес, недостроенное сооружение, личный автомобиль и другие объекты, затраты на содержание которых не компенсируются их пользой. Примерный русский аналог — «чемодан без ручки». В биржевой практике выражение «белый слон» обозначает операцию, при которой расходы заведомо превышают ожидаемую прибыль.

## История
Значение термина уходит корнями к сакральным белым слонам юго-восточной Азии, которых содержали монархи Бирмы, Таиланда, Лаоса и Камбоджи. Обладать белым слоном было почётно (и до сих пор почётно в Таиланде и Бирме) — он был символом того, что монарх правит государством справедливо и мудро, а значит государство благословлено на мир и процветание. Белый слон означал также, что у его владельца огромное состояние и его дела идут хорошо. Пользуясь этим, монархи часто подчёркивали свой статус владельца белого слона в официальном написании имени (например, Схинбьюшин, мл., «Хозяин Белого Слона» и третий монарх династии Конбаун).
Если монарх дарил кому-нибудь белого слона, это считалось благословением и говорило о благосклонности монарха. Вместе с тем, подарок становился проклятьем — подарить, продать или использовать слона в хозяйстве было нельзя, а уход за ним обходился в баснословные суммы.
На западе термин «белый слон» применяли к дорогому и обременительному приобретению, которое не оправдало ожиданий. Впервые его использовали в 1600-х, а широко распространённым он стал в XIX в. Термин стал популярен в связи с историей Ф. Т. Барнума и слона по имени Тонг Талонг, которого объявили «священным белым слоном Бирмы». После долгих переговоров и больших усилий Барнум наконец-то приобрёл животное у короля Сиама, но «белый слон» оказался обычным серым слоном с несколькими розовыми пятнами.
Выражения «белый слон» и «подарить белого слона» стали широко распространёнными в середине XIX века. Затем фразы приурочили к «обмену белыми слонами» и «распродаже белых слонов» в середине XX столетия. Многие церковные базары организовывали «распродажу белых слонов» (white elephant sale), на которые люди приносили безделушки или ненужные вещи, получая за них прибыль.
В современном британском варианте английского языка термин означает очень дорогой строительный проект, который не оправдал ожиданий владельца, но требует больших затрат на своё содержание. Примерами таких «белых слонов» сегодня могут служить аэропорты, дамбы, мосты, торговые центры и футбольный стадион, построенный для чемпионата мира по футболу. В США эта идиома также чаще всего означает владение, которое тяжело содержать и трудно продать.  Выражение также применяется к устаревшим или неэффективным военным проектам наподобие линейных крейсеров типа «Аляска». В Австрии термин «белый слон» применяется к рабочим, которые приносят мало пользы или не приносят её вообще, но которых нельзя уволить.
В военно-морском искусстве термином «белый слон» обозначается чрезмерно дорогая, мощная, крайне немногочисленная и оттого очень ценная боевая единица, опасение потери которой, и связанных с этим военных и политических последствий, серьёзно сковывает оперативные возможности её применения.

## В литературе
- Марк Твен, рассказ «Похищение белого слона»[6]
- Эрнест Хемингуэй, рассказ «Белые слоны»[7]
- Г.К. Честертон. "Охотничьи рассказы"
- Владимир Высоцкий, «Песня про белого слона»